# 蘇冠聰
蘇冠聰（英語：Kelvin So Koon-chung，1976年—），香港民主派人士，曾任香港觀塘區議會樂華南選區議員，自幼參加童軍運動，曾加入民主黨並於前香港立法會議員司徒華的辦事處任職聯絡主任，1999年首次於牛頭角上邨參選區議員，惟未能當選，2003年在樂華南選區參選並成功當選，其後於數次換屆選舉中均成功連任，在2023年區議會改制後合併為觀塘西選區，蘇表示無意競逐連任。

## 參與選舉
1999年區議會選舉參選牛頭角上邨。
2003年區議會選舉，羅麗娟爭取連任，民主黨則改派蘇冠聰參選樂華南，受惠於七一效應增加投票人數，今次由蘇冠聰以近二千票當選。
2007年區議會選舉，原本屬於協康選區的秀茂坪紀律部隊宿舍被劃入本區以增加人口，蘇冠聰改以獨立身份爭取連任，羅麗娟則由本區轉往樂華北參選，工聯會民建聯成員周志威就「補位」與蘇冠聰競爭，最後蘇冠聰以三分二得票當選。2011年區議會選舉，工聯會民建聯再次派員挑戰爭取連任的蘇，蘇冠聰再次當選，差距拉闊到超過一千六百票。
2015年區議會選舉，蘇冠聰遇到工聯會李嘉恆競爭，結果由蘇冠聰以五百多票差距當選。
2019年區議會選舉，蘇冠聰雖再次擊敗李嘉恆成功連任，但兩者差距只有82票，比上屆差距大幅收窄。

### 註腳列表
1. ↑  . 頭條日報. 2019-07-19  [2020-03-03]. （原始内容存档于2020-03-03） （中文）.
2. ↑  葉天生. . 香港: 香港中文大學香港亞太研究所. 2001-03. ISBN 9789624415520 （中文）.
3. ↑  葉天生. . 香港: 香港中文大學香港亞太研究所. 2005. ISBN 9789624415643 （中文）.
4. ↑  葉天生. . 香港: 香港中文大學香港亞太研究所. 2015-01. ISBN 9789624416008 （中文）.
5. ↑  . 選舉事務處. 2015  [2020-03-03]. （原始内容存档于2019-11-23） （中文）.
6. ↑  . 經濟通 ET Net. 2019-11-25  [2020-03-03]. （原始内容存档于2019-11-25） （中文）.

### 書籍文獻
- 黃以謙醫生. . 香港: 真源有限公司. 2015-05-15: 176. ISBN 9789881292377 （中文）.

## 外部連結
- 觀塘區議會蘇冠聰議員資料 （页面存档备份，存于）
- 蘇冠聰議員的Facebook專頁

| 議會席位                         | 議會席位                           | 議會席位    |
| -------------------------------- | ---------------------------------- | ----------- |
| 前任： 羅麗娟（九 九龍社團聯會） | 觀塘區議會樂華南選區 2004年1月1日- | 繼任： 現任 |